# Акрилові фарби

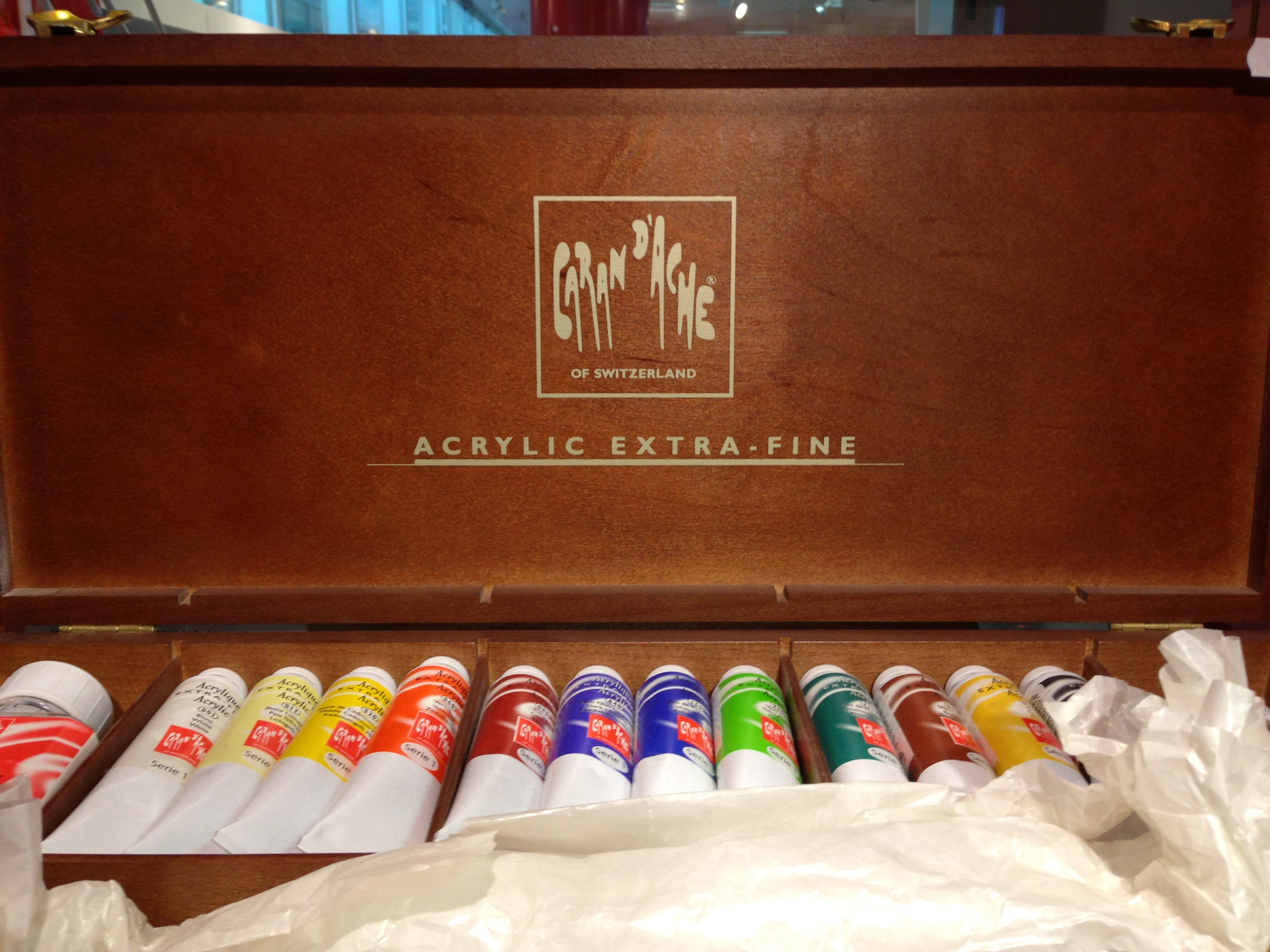
Акрилові фарби для малювання

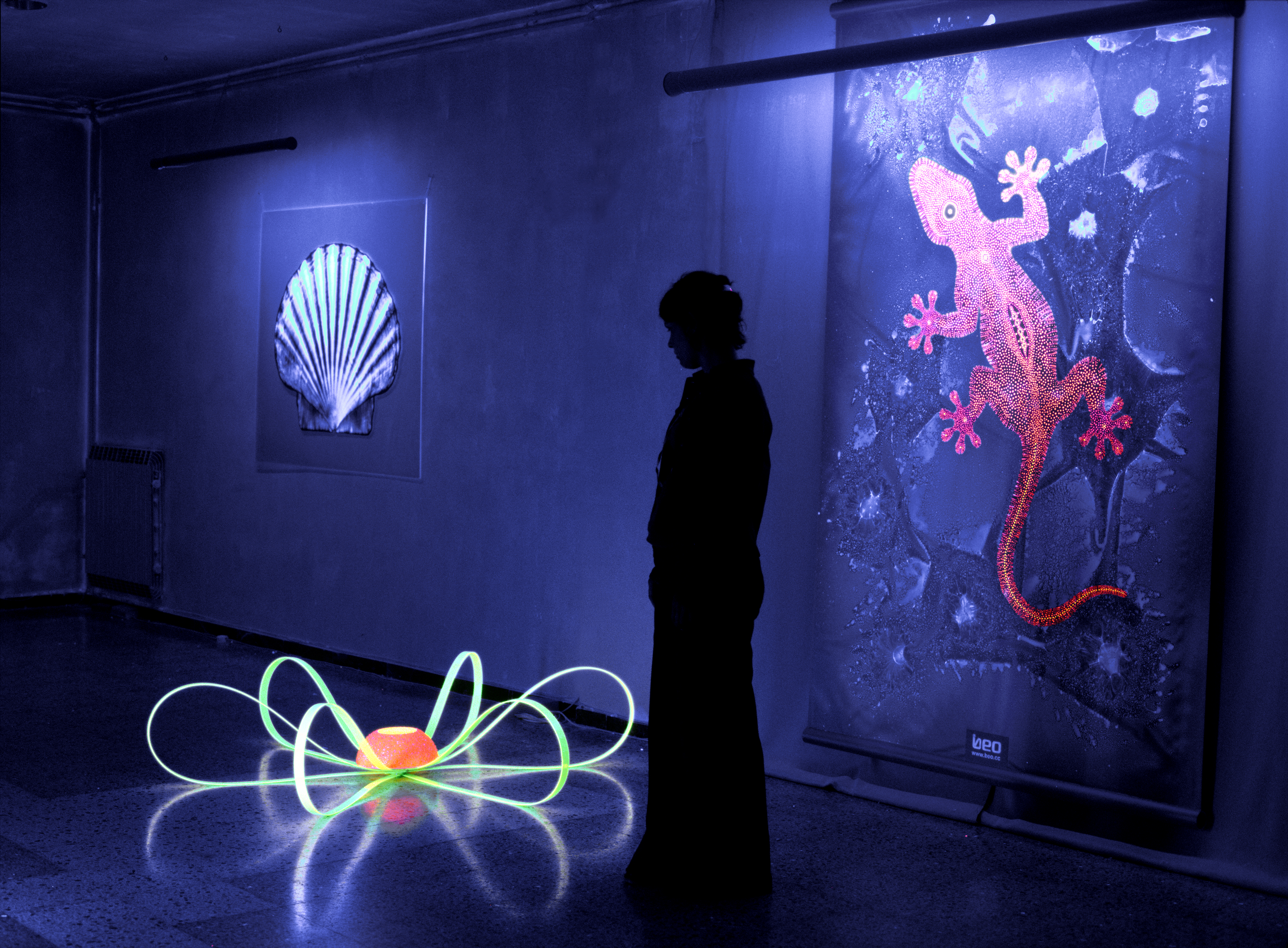
Флуоресцентні акрилові фарби

Акр́илові фа́рби — водорозчинні фарби на основі акрилової смоли, що вперше були винайдені в кінці 1930-х років та стали комерційно успішними для широкого вжитку в 1950-х роках. Як в'яжучий елемент містять воду, яка швидко випаровується, що в свою чергу прискорює висихання. Використовуються в будівельній справі та живописі.
Можуть використовуватися як альтернатива олійній фарбі. Висихають дуже швидко — в цьому їхня перевага перед іншими фарбами. Наносити можна як у дуже рідкому, розбавленому стані, так і у вигляді пасти. Після висихання не утворює тріщин, на відміну від олійних фарб. Фарба трохи блищить, не вимагає закріплення закріплювачами і лаками, має властивість утворювати плівку.
Акрилові фарби і лаки можна використовувати на будь-якій нежирній основі, такій як: скло, дерево, метал, полотно тощо. Свіжа фарба легко видаляється водою, після висихання може бути змита тільки спеціальними розчинниками.
Залежно від ступеня розведення водою або використовуваних наповнювачів (гелів, паст, мастик, клеїв) закінчена акрилова картина може бути схожа на акварельні або олійні зображення, або мати свою унікальну передачу кольору, недосяжну в інших областях образотворчого мистецтва.
Акрилові фарби не жовтіють від часу, але при висиханні стають темнішими. Після висихання акрилові картини можна згортати, зберігати і знову натягувати на рамки — фарба [Архівовано 28 вересня 2020 у Wayback Machine.] не тріскається.
Акрилові фарби випускаються в тубах і банках. 
Зберігати акрилові фарби рекомендовано при температурі вище нуля.

## Сфера використання художніх акрилових фарб
Дана група включає в себе фарби, котрі можуть бути використані у живописі, дизайні, графіці та навіть в архітектурі. Окрім того акрилові фарби використовують для малювання на склі, дереві та інших поверхнях.